# Федерація боксу Росії
Федера́ція бо́ксу Росі́ї (рос. Федерация бокса России) — керівний орган аматорських боксерських клубів РФ. Федерація була заснована 1 лютого 1992 року після добровільного розпуску Федерації аматорського боксу СРСР. Федерація боксу Росії є членом Європейської конфедерації любительського боксу (EUBC) та  Міжнародної асоціації любительського боксу (AIBA).
Штаб-квартира Федерації розташована в Москві. До складу Федерації боксу Росії входять 85 регіональних Федерацій, які представляють суб'єкти РФ.
В 2009-2016 роках Президентом Федерації боксу Росії був Борис Іванюженков.
Після скасування посади президента у 2017 році керівництво Федерацією боксу Росії здійснює Генеральний секретар.
Поточним Генеральним секретарем Федерації боксу Росії є Умар Кремльов.